# Матч звёзд КХЛ 2012

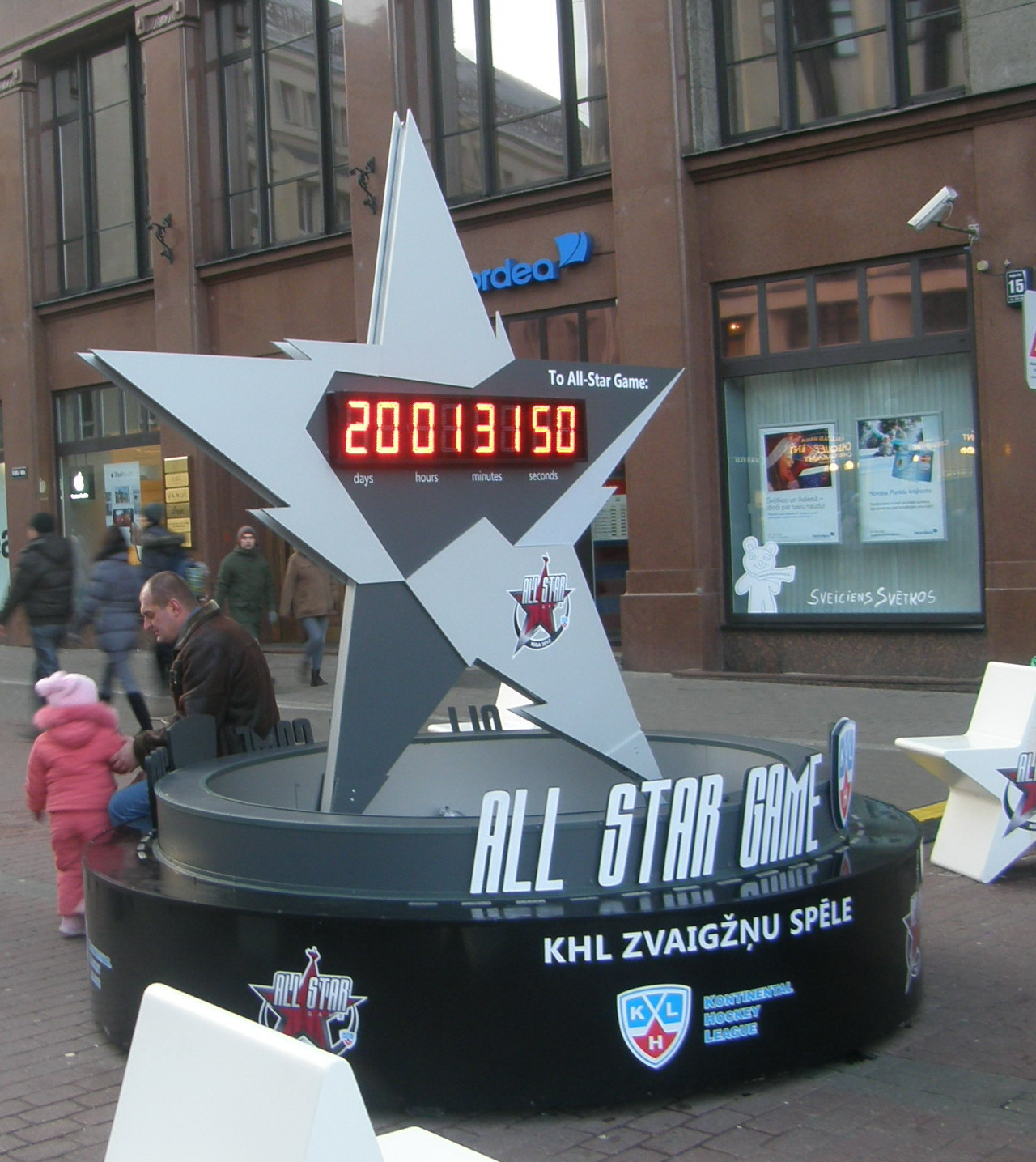
Обратный отсчёт до матча звёзд КХЛ

4-й матч всех звёзд Континентальной хоккейной лиги прошёл в столице Латвии, Риге, в сезоне 2011/12 21 и 22 января 2012 года на Арене Рига. Это был четвёртый по счёту Матч звёзд, а также и второй, который прошёл не на территории России после минской игры.

## События, предшествовавшие матчу
12 октября 2011 года в перерыве матча между рижским «Динамо» и попрадским «Львом» был представлен логотип матча, а также объявлены капитаны предстоящего матча. Капитаном сборной «Востока» стал нападающий магнитогорского «Металлурга» Сергей Фёдоров, сборной «Запада» — защитник «Динамо» Сандис Озолиньш.

## Составы команд
| Команда Озолиньша                                      | Команда Фёдорова                             |
| Вратари                                                |                                              |
| 30 Константин Барулин («Атлант»)                       | 30 Михаил Бирюков («Югра»)                   |
| 31 Крис Холт («Динамо» Рига) (вместо Виталия Коваля)   | 34 Майкл Гарнетт («Трактор»)                 |
| Защитники                                              |                                              |
| 10 Йере Каралахти («Динамо» Минск)                     | 5 Илья Никулин («Ак Барс»)                   |
| 73 Максим Чудинов («Северсталь»)                       | 7 Микко Мяенпяя («Амур»)                     |
| 7 Дмитрий Калинин (СКА)                                | 38 Кевин Даллмэн («Барыс»)                   |
| 28 Янне Нискала («Атлант»)                             | 81 Александр Рязанцев («Трактор»)            |
| 4 Кирилл Кольцов (СКА)                                 | 45 Виталий Прошкин («Салават Юлаев»)         |
| 29 Карел Пиларж («Лев»)                                | 32 Евгений Медведев («Ак Барс»)              |
| 8 Сандис Озолиньш («Динамо» Рига) К                    |                                              |
| Нападающие                                             |                                              |
| 19 Микелис Редлихс («Динамо» Рига)                     | 92 Евгений Кузнецов («Трактор»)              |
| 87 Вадим Шипачёв («Северсталь»)                        | 71 Алексей Калюжный («Авангард»)             |
| 22 Збынек Иргл («Динамо» Минск) (вместо Джеффа Плэтта) | 88 Якуб Петружалек («Амур»)                  |
| 52 Сергей Широков (ЦСКА)                               | 47 Александр Радулов («Салават Юлаев»)       |
| 9 Тони Мортенссон (СКА)                                | 91 Владимир Тарасенко («Сибирь»)             |
| 88 Михаил Анисин («Витязь»)                            | 85 Роман Червенка («Авангард»)               |
| 93 Николай Жердев («Атлант»)                           | 10 Сергей Мозякин («Металлург» Магнитогорск) |
| 15 Мартиньш Карсумс («Динамо» Рига)                    | 27 Брэндон Боченски («Барыс»)                |
| 13 Вячеслав Козлов («Динамо» Москва)                   | 82 Александр Фролов («Авангард»)             |
|                                                        | 18 Сергей Фёдоров («Металлург» Мг) К         |
| Тренеры                                                |                                              |
| Милош Ржига (СКА)                                      | Валерий Белоусов («Трактор»)                 |
| Олег Знарок («Динамо» Москва)                          | Ханну Йортикка («Амур»)                      |

• Жирным выделены игроки стартовых составов

## Судьи
Главные судьи:
- Сергей Семёнов
- Сергей Феофанов

Линейные судьи:
- Сергей Шелянин
- Ансис Эглитис

## Конкурсы «Мастер-шоу»
| Запись: Круг на скорость «Команда Фёдорова» - 1 Кузнецов — 13,87 - 2 Петружалек — 14,80 - 3 Тарасенко — 14,86 «Команда Озолиньша» - 1 Редлихс — 13,86 - 2 Шипачёв — 14,18 - 3 Анисин — 14,26 Результат: - Фёдоров — 0 - Озолиньш — 1 | Запись: Конкурс на самый дальний бросок «Команда Фёдорова» - 1 Медведев - 2 Мяенпяя - 3 Фролов «Команда Озолиньша» - 1 Калинин - 2 Кольцов - 3 Чудинов Результат: - Фёдоров — 0 - Озолиньш — 2 | Запись: Эстафета «Змейка» «Команда Фёдорова» - 1 Мозякин - 2 Петружалек - 3 Червенка «Команда Озолиньша» - 1 Мортенссон - 2 Шипачёв - 3 Карсумс Результат: - Фёдоров — 0 - Озолиньш — 3 |

| Запись: Конкурс вратарей «Команда Фёдорова» - 1 Бирюков — 0/3 - 2 Гарнетт — 0/3 «Команда Озолиньша» - 1 Холт — 2/3 - 2 Барулин — 1/3 Результат: - Фёдоров — 0 - Озолиньш — 4 | Запись: Броски на точность «Команда Фёдорова» - 1 Мозякин - 2 Калюжный - 3 Боченски «Команда Озолиньша» - 1 Иргл - 2 Козлов - 3 Мортенссон Результат: - Команда Фёдорова — 1 - Команда Озолиньша — 4 | Запись: Сила броска «Команда Фёдорова» - 1 Рязанцев — 183 (новый рекорд) - 2 Никулин — 167 - 3 Прошкин — 157 «Команда Озолиньша» - 1 Нискала — 170 - 2 Пиларж — 162 - 3 Каралахти — 161 Результат: - Команда Фёдорова — 2 - Команда Озолиньша — 4 |

| Запись: Эффектный буллит «Команда Фёдорова» - 1 Тарасенко - 2 Кузнецов - 3 Радулов «Команда Озолиньша» - 1 Редлихс - 2 Жердев - 3 Анисин Результат: - Команда Фёдорова — 3 - Команда Озолиньша — 4 | Запись: Конкурс капитанов «Команда Фёдорова» - 1 Фёдоров «Команда Озолиньша» - 1 Озолиньш Результат: - Команда Фёдорова — 4 - Команда Озолиньша — 4 | Запись: Эстафета на скорость «Команда Фёдорова» - 1 Гарнетт - 2 Медведев - 3 Мяенпяя - 4 Червенка - 5 Фролов - 6 Радулов «Команда Озолиньша» - 1 Холт - 2 Чудинов - 3 Нискала - 4 Широков - 5 Жердев - 6 Карсумс Результат: - Команда Фёдорова — 5 - Команда Озолиньша — 4 |

## Ход игры
| 21 января 2012 | Команда Озолиньша | 11 : 15 (4:3, 4:5, 3:7) | Команда Фёдорова | Арена Рига Зрителей: 10 950 |

| Отчёт | Отчёт | Отчёт | Отчёт             | Отчёт                   |
| --- | --- | --- | ----------------- | ----------------------- |
| | | |                   |                         |
| | Барулин / Холт | Вратари | Бирюков / Гарнетт | Судьи: Семёнов Феофанов |
| | Голы: | |                   | Судьи: Семёнов Феофанов |
| Карсумс (Нискала) 10' Шипачёв (Редлихс,Озолиньш) 14' Широков (Озолиньш) 14' Широков (Мортенссон,Жердев) 20' Анисин (Козлов) 23' Анисин (Карсумс) 28' Иргл (Козлов) 33' Анисин (Козлов) 36' Кольцов (Козлов,Калинин) 48' Широков (Мортенссон,Кольцов) 52' Озолиньш 59' (ШБ) | 1 : 0 1 : 1 2 : 1 3 : 1 3 : 2 3 : 3 4 : 3 5 : 3 5 : 4 6 : 4 6 : 5 7 : 5 7 : 6 8 : 6 8 : 7 8 : 8 8 : 9 8 : 10 8 : 11 8 : 12 9 : 12 10 : 12 10 : 13 10 : 14 11 : 14 11 : 15 | Рязанцев (Мозякин,Боченски) 10' Радулов 16' Калюжный (Фролов,Червенка) 18' Червенка (Даллмэн,Прошкин) 26' Кузнецов 32' Никулин (Петружалек,Кузнецов) 35' Калюжный (Гарнетт,Фролов) 37' Боченски (Радулов) 38' Червенка (Тарасенко,Фролов) 43' Рязанцев (Боченски,Мозякин) 45' Боченски (Мозякин,Медведев) 45' Боченски (Радулов,Медведев) 45' Петружалек (Мяенпяя) 52' Тарасенко (Червенка) 55' Медведев 60' |                   | Судьи: Семёнов Феофанов |
| | | |                   | Судьи: Семёнов Феофанов |
| | | |                   | Судьи: Семёнов Феофанов |
| | | |                   | Судьи: Семёнов Феофанов |
| | | |                   | Судьи: Семёнов Феофанов |
| | | |                   |                         |
| | 43 | Броски | 53                |                         |

## Матч Легенд
20 января 2012 года, за день до матча звёзд КХЛ в Риге был сыгран матч легенд российского и латвийского хоккея.
| 20 января 2012 | Команда Балдериса | 7 : 11 (1:5, 3:2, 3:4) | Команда Фетисова | Арена Рига Зрителей: 3500 |

| Отчёт | Отчёт | Отчёт | Отчёт        | Отчёт                 |
| --- | --- | --- | ------------ | --------------------- |
| | | |              |                       |
| | Наумов / Карклиньш                                                                                             | Вратари | Михайловский | Судьи: Поляков Козлов |
| | Голы: | |              | Судьи: Поляков Козлов |
| Повечеровский 2' Повечеровский (Ципрусс,Аболс) 27' Керч 28' (ШБ) Ципрусс (Аболс,Опульскис) 39' Сейейс (Ципрусс,Аболс) 42' Игнатович (Сироткин) 45' Знарок (Балдерис) 54' | 0 : 1 1 : 1 1 : 2 1 : 3 1 : 4 1 : 5 2 : 5 3 : 5 3 : 6 3 : 7 4 : 7 5 : 7 6 : 7 6 : 8 6 : 9 6 : 10 7 : 10 7 : 11 | Прохоров (Медведев) 2' Анисин (Шалимов,Фролов) 9' В. Голиков (Малахов,Варицкий) 10' Коваленко 13' (ШБ) Медведев 17' (ШБ) Коваленко (Каменский) 32' Чижмин (Анисин) 38' Фетисов 46' (ШБ) Варицкий (Фролов,Чижмин) 51' Бердичевский (Буцаев,Чижмин) 53' Буцаев (Чижмин) 60' |              | Судьи: Поляков Козлов |
| | | |              | Судьи: Поляков Козлов |
| | | |              | Судьи: Поляков Козлов |
| | | |              | Судьи: Поляков Козлов |
| | | |              | Судьи: Поляков Козлов |
| | | |              |                       |
| | 53 | Броски | 42           |                       |